# Raappana
Janne Pöyhönen, noto con lo pseudonimo Raappana (Lahti, ...), è un cantante finlandese.
Nel 2012 ha collaborato con i JVG per il singolo Kran Turismo.

## Discografia
- 2007 - Päivä on nuori
- 2010 - Maapallo
- 2010 - Ilta on nuori
- 2013 - Tuuliajolla
- 2015 - Ennen aamunkoittoo